# گهونی وانک (بولوراهار، آرزاکان)
گهونی وانک (ارمنی: Գհուկի վանք؛ انگلیسی: Gehuki Vank) یک صومعه متعلق به کلیسای حواری ارمنی واقع در شهر آرزاکان، استان کوتایک ارمنستان می‌باشد. ساخت و ساز این ساختمان در سده ۱۳ام میلادی؛ به پایان رسید. این بنا به سبک معماری ارمنی طراحی شده است.

## نگارخانه

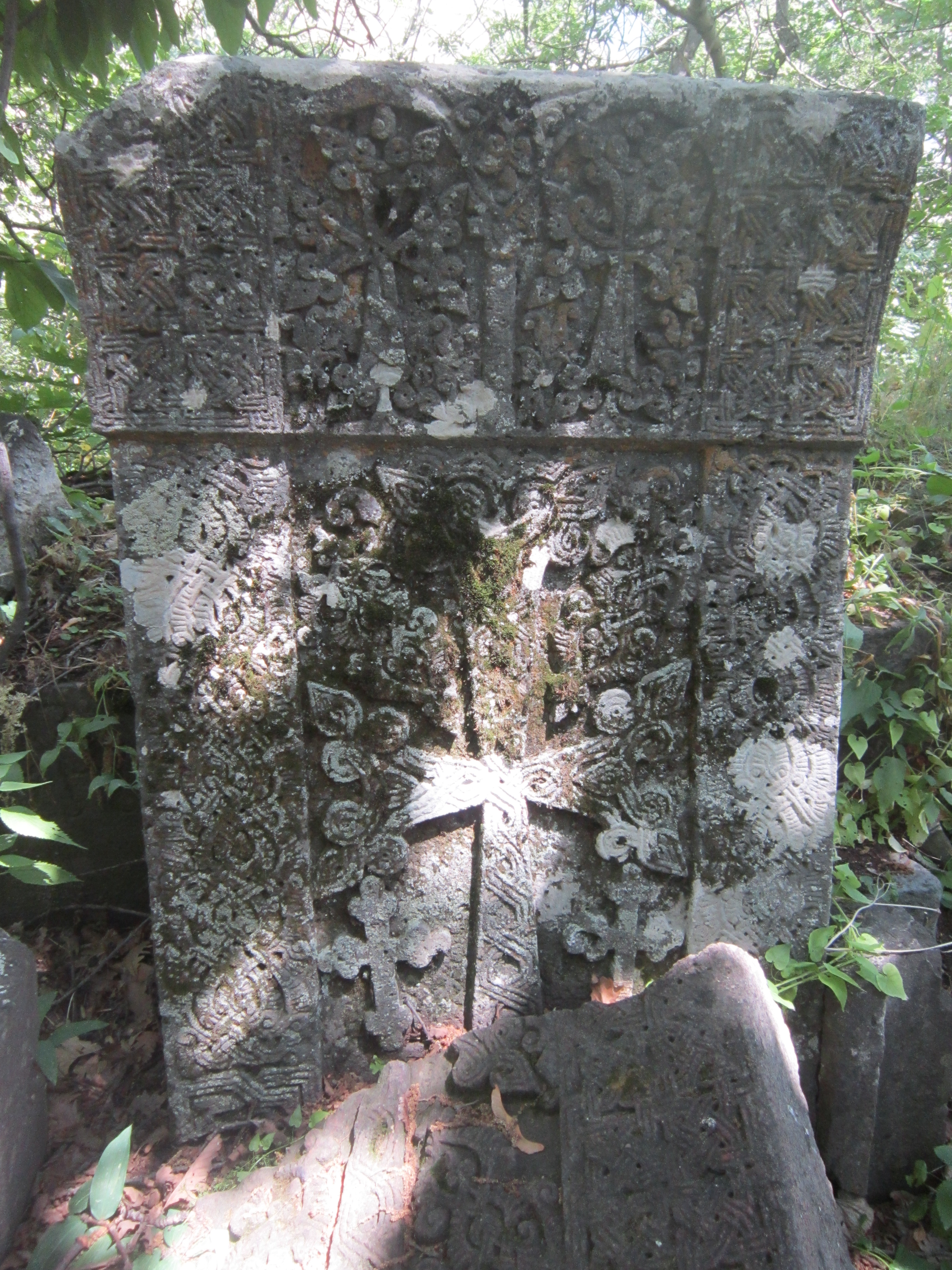
خاچکار گهونی وانک
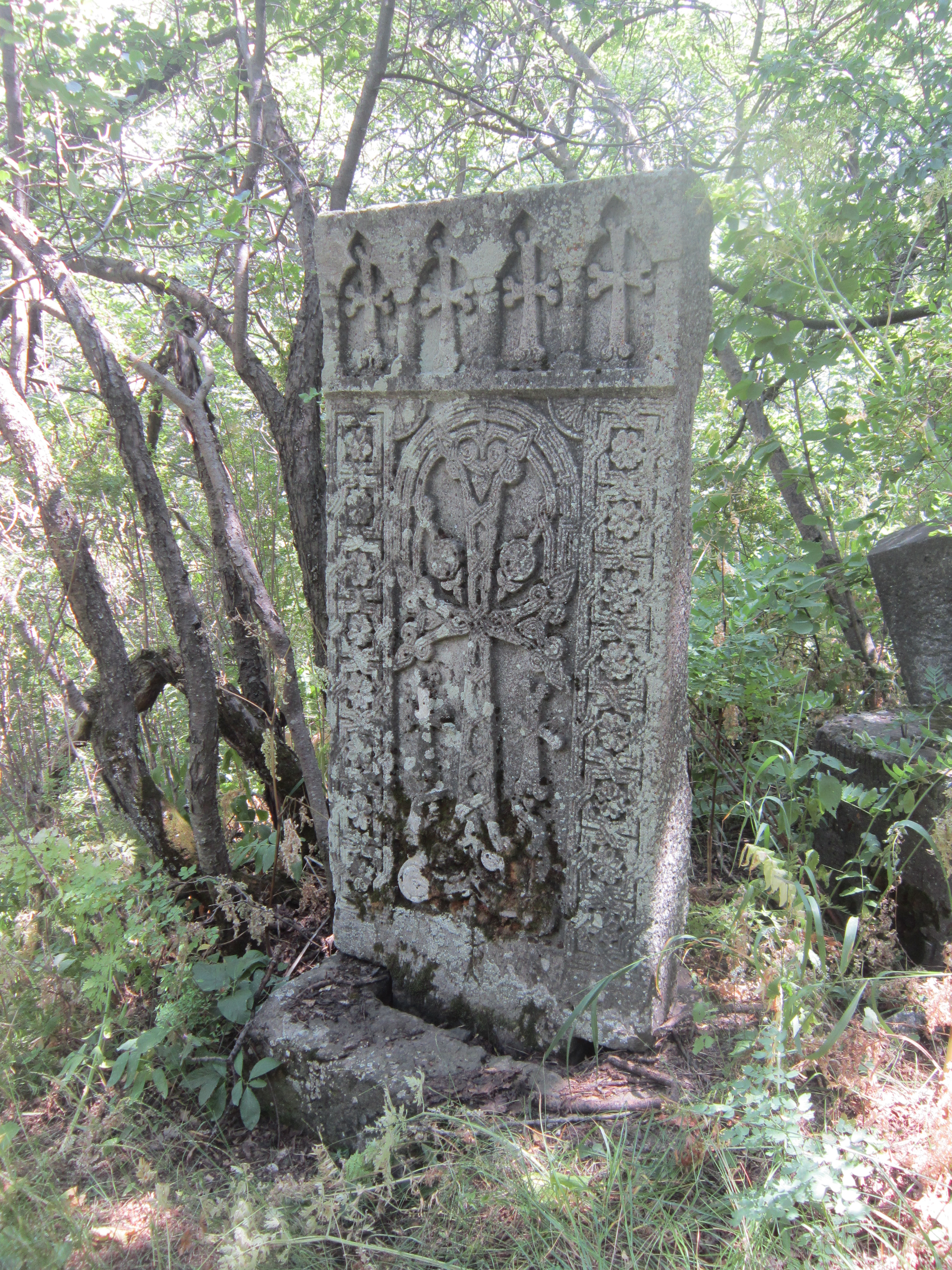
خاچکار گهونی وانک
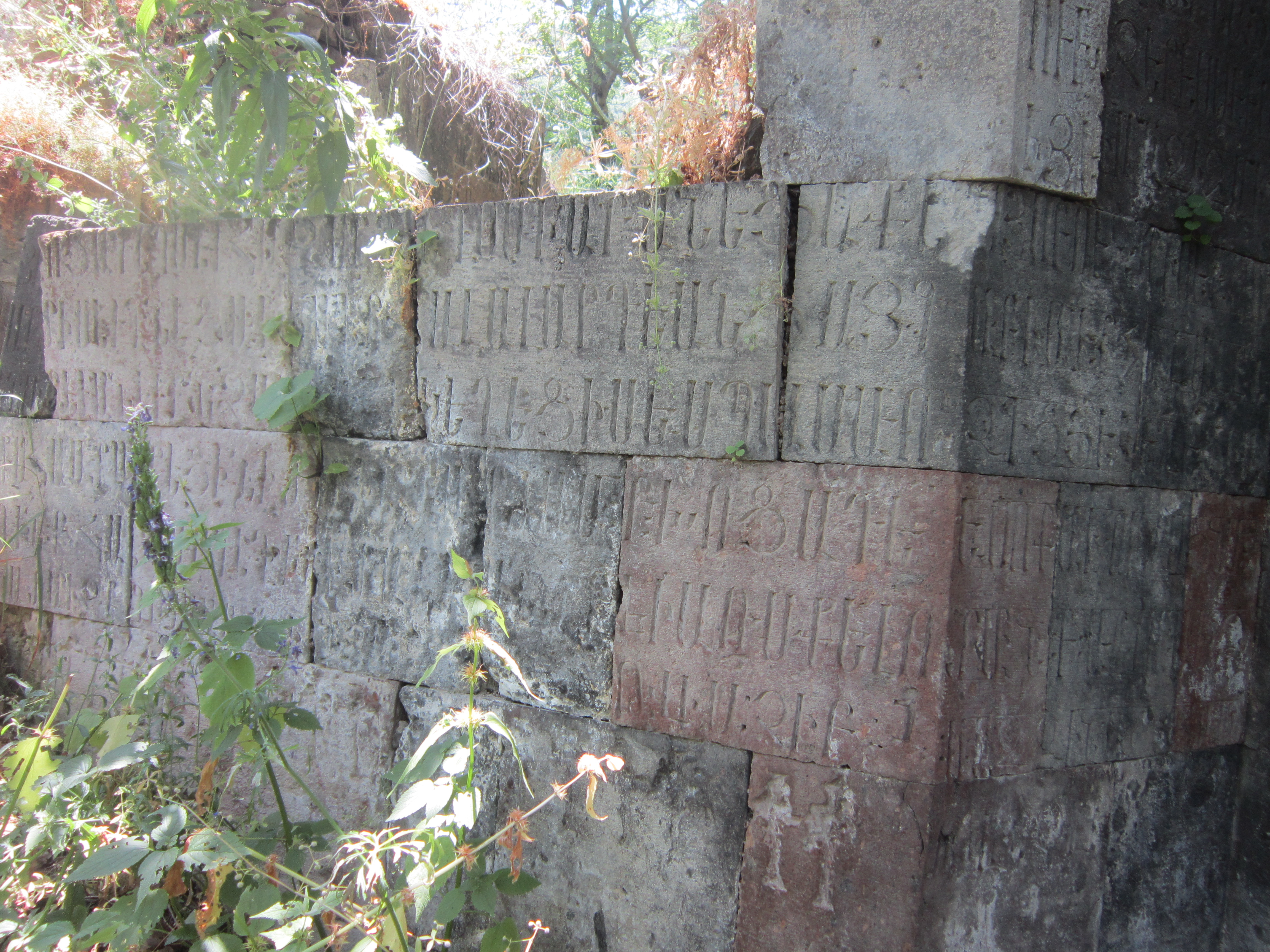
کتیبه‌های سنگی گهونی وانک
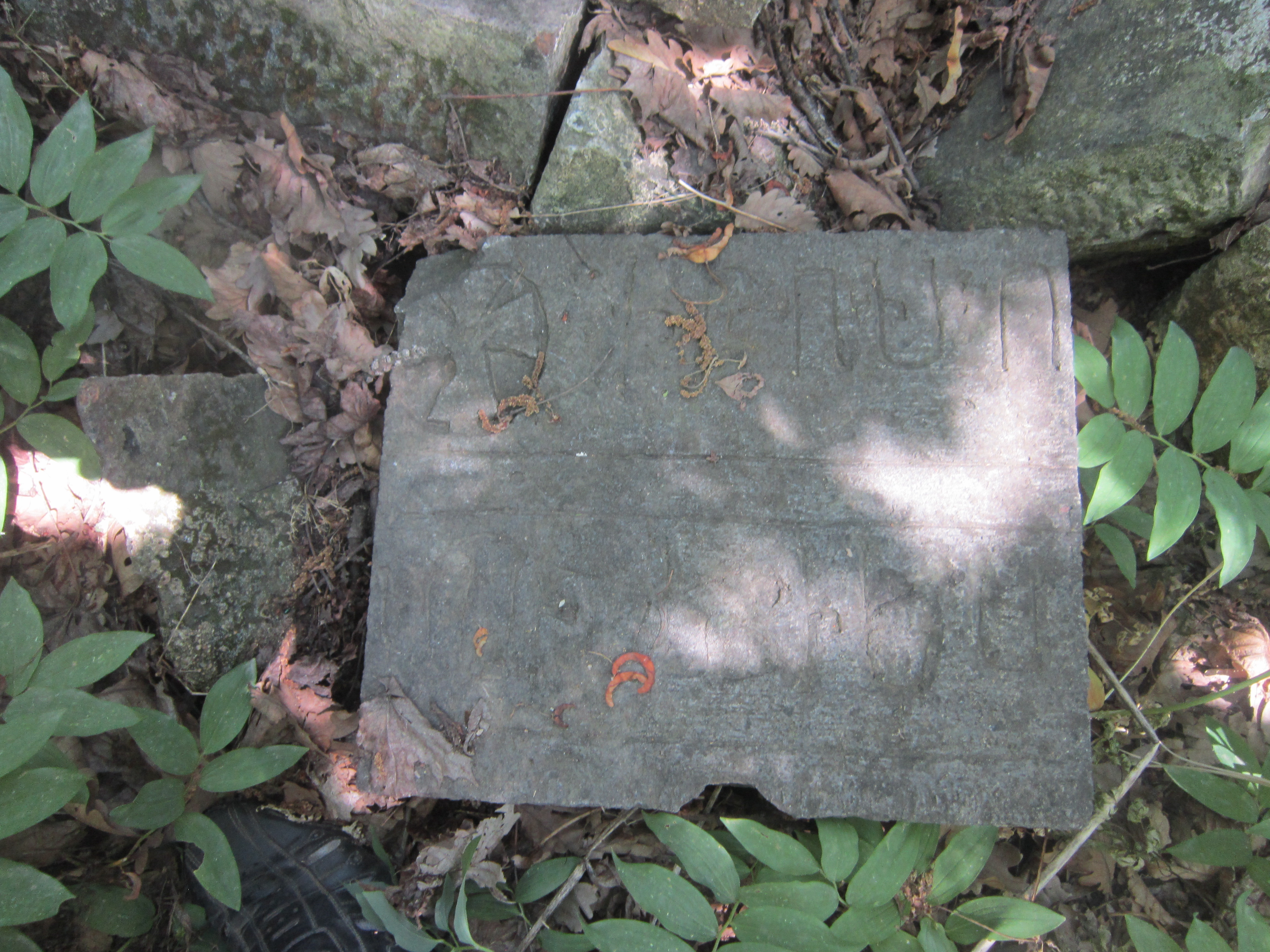
کتیبه‌های سنگی گهونی وانک
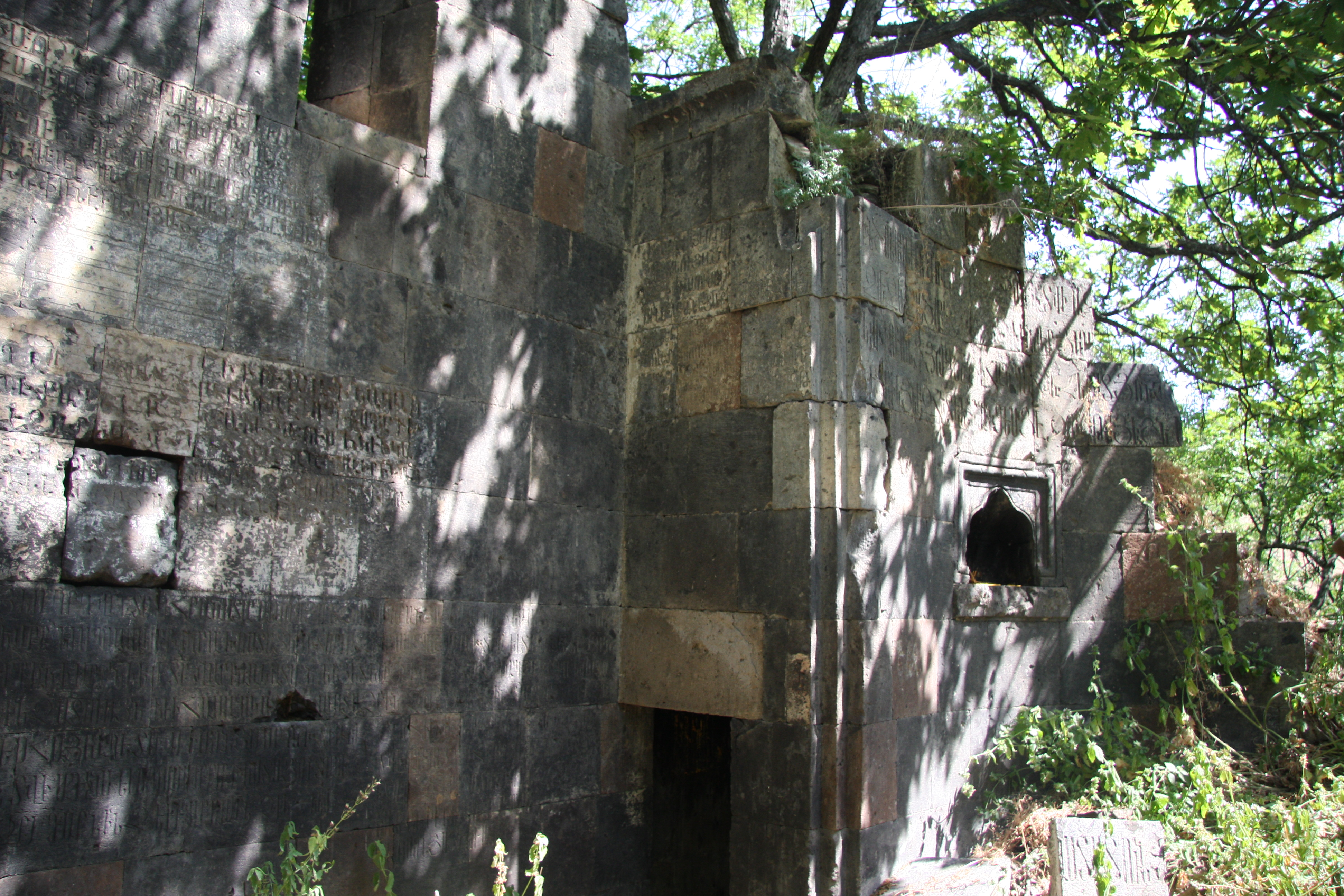
کتیبه‌های سنگی گهونی وانک